# دوك داوغرتي
دوك داوغرتي (بالإنجليزية: Doc Daugherty) هو لاعب كرة قاعدة أمريكي، ولد في 12 أكتوبر 1927 في Paris, Pennsylvania ‏ في الولايات المتحدة، وتوفي في 15 أغسطس 2015 في دونينغتاون في الولايات المتحدة.

## وصلات خارجية
- دوك داوغرتي على موقع دوري كرة القاعدة الرئيسي (الإنجليزية)
- دوك داوغرتي على موقعبيزبول رفرنس.كوم (الدوري الرئيسي) (الإنجليزية)
- دوك داوغرتي على موقعبيزبول رفرنس.كوم (الدوري الثانوي) (الإنجليزية)
- دوك داوغرتي على موقع جمعية أبحاث البيسبول الأمريكية (الإنجليزية)